# شوهرم الهه عشقه
شوهرم الهه عشقه (انگلیسی: My Man Is Cupid; کره‌ای: 내 남자는 큐피드) یک مجموعه تلویزیونی اینترنتی محصول کره جنوبی سال ۲۰۲۳ به نویسندگی هو سونگ هی و به کارگردانی نام ته جین است. این مجموعه به تهیه‌کنندگی مون بو می زیر نظر اچ‌بی انترتینمنت و با بازی جانگ دونگ یون، نانا و پارک کی وونگ است. شوهرم الهه عشقه از ۱ دسامبر ۲۰۲۳ تا ۲۰ ژانویه ۲۰۲۴، روزهای جمعه و شنبه در آمازون پرایم ویدئو منتشر شد.

## بازیگران

### اصلی
- جانگ دونگ یون در نقش چون سانگ هیوک
- نانا در نقش اوه بک ریون
- پارک کی وونگ در نقش سو جه هی

### مکمل
- مون یه جین در نقش یون شی آه
- کوان آه روم در نقش سو هی
- کیم دو آه در نقش جونگ آه
- نام می جونگ در نقش هام یون جا
- هان سو هیون در نقش می جا
- سو وو جین در نقش دانش آموز دبستانی[۵]